# Носна канила
Носна канила, назална канила, биназална канила је уређај који се користи, уместо кисеоничке маске код болесника којима је потребна додатна терапија медицинским кисеоником (снижено засићење артеријске крви кисеоником мањи од 60 mmHg или сатурација (засићење) оксихемоглобина мања од 90%).

## Историја
Носну канилу је конструисао Вилфред Џоунс и патентирао је 1949, уз помоћ свог послодавца BOC Group plc у Уједињеном Краљевству.

## Конструкција
Носна канила се састоји од пластичних цеви, које се на једном крају, (пре монтаже на главу болесника, преко обе ушне шкољке), спајају у једну цеви, која на средњем делу има две кратке цевчице („писком“) које се прислањају на нос, и улазе 1 до 2 cm у сваку ноздрву и преко којих долази кисеоник у носну шупљину. На другом крају доводне цеви каниле се спајају у јединствени прикључак који се повезује са регулатором протока кисеоника на кисеоничком систему, који може бити преносна кисеоничка боца или систем централног развода кисеоника.

## Примена
Носна канила је једно од најчешће коришћених помагала у терапији кисеоником.
Углавном се примењује у бројним стањима и болестима, у којим је потребно удисање малих количина кисеоника, без потреба за прецизну контролу дисања, и примењене количине кисеоника. Већина канила може да обезбеди нижим протоком, до 6 l/min. удисање кисеоника у максималним концентрацијама које су у распону од 21% до 50%. У случају потребе за већим концентрацијама кисеоника морају се применити друга средства.
| Однос протока и концентрације кисеоника код примене носне каниле |                 |
| Кисеоник л/мин                                                   | Конц. кисеоника |
| 1                                                                | 25% (1 +/-)     |
| 2                                                                | 29% (1 +/-)     |
| 3                                                                | 33% (1 +/-)     |
| 4                                                                | 37% (1 +/-)     |
| 5                                                                | 41% (1 +/-)     |
| 6                                                                | 45% (1 +/-)     |

Носна канила се често користи код старијих болесника и болесника који могу имати користи од терапије кисеоником, јер не захтевају прецизно дозирање кисеоника, а дуготрајна употреба маски нарушава њихов комфор и отежава исхрану и говор. Или код болесника са повредама на лицу које огранчавају употребу кисеоничких маски.
Примена ових канила је изузетно корисна и код болесника са исхемијским поремећајим срца и мозга као и код хроничних респираторних болести (мождани и срчани удар, хронична опструктивна болест плућа, срчана инсуфицицјенција, тровања, тешке анемије итд), када је потребна дуготрајна терапија кисеоником
Носне каниле употребљавају пилоти и путници у малим, авионим који немају кабину под повишеним притиском, а лете у условима хипоксије на висинама не већим од 5.000 m.
Канила обезбеђује додатни кисеоник и у просторима са смањеним садржајем кисеоника у атмосферском ваздуху, па се користе у неким радним процесима, за време ваздушног транспорта болесника, у алпинизму (у току боравка на великим висинама) итд. За ту намену производе се посебне врсте носних канила.
У сврху опоравка организма, применом методе удисања кисеоника, у свету се све више отварају објекти под називом кисеонички барови (енгл. „Oxygen bar“), у којим корисници њихових услуга, удишу ароматизовани кисеоник кроз посебну врсту носне каниле које се производи за ту намену.